# Seppois-le-Bas
Seppois-le-Bas là một xã ở tỉnh Haut-Rhin trong vùng Grand Est ở đông bắc Pháp. Xã này có diện tích 6,73 km², dân số năm 1999 là 1075 người. Khu vực này có độ cao 385 mét trên mực nước biển.